# گیورگی کیرینکو
گیورگی کیرینکو (روسی: Григорий Анатольевич Кириенко؛ زادهٔ ۲۹ سپتامبر ۱۹۶۵) شمشیرباز اهل روسیه بود.
وی در مسابقات کشوری و بین‌المللی در مجموع برندهٔ ۲ مدال طلا شده‌است.